# Nanaguna verecunda
Nanaguna verecunda är en fjärilsart som beskrevs av Arnold Pagenstecher 1900. Nanaguna verecunda ingår i släktet Nanaguna och familjen trågspinnare. Inga underarter finns listade i Catalogue of Life.